# Nannayya
Œuvres principales
Andhra Mahabharatam
Nannaya Bhattaraka (parfois retranscrit Nannayya ou Nannaïa ; XIe siècle) est le premier auteur connu en langue télougou. Il a composé la première partie de l’Andhra mahabharatam, version en télougou du Mahabharata. Ce poème, composé dans le style tchampou, est célèbre pour la délicatesse de son expression.
Nannayya est aussi l'auteur de la première grammaire du télougou, l’Andhra Shabda Chintamani, composée en sanskrit. Ce traité reprend le plan d'exposition des grammaires plus anciennes de la langue sanskrite, l’Aṣṭādhyāyī et le Vālmīkivyākaranam, mais contrairement au grammairien Pāṇini, Nannayya a divisé son ouvrage en cinq chapitres, consacrés respectivement aux adjectifs (samjnā), à la prononciation (sandhi), aux déclinaisons (ajanta), à l'élision (virama) et aux verbes (kriya).
L'importance historique de son œuvre lui a valu les surnoms d’Adi Kavi (« premier poète ») et de Shabda Sasanudu (« arbitre du beau langage »).
La subtilité et la sophistication des tournures de ses poèmes portent à croire que Nannaya Mahabharatamu a eu des devanciers en littérature télougou ; malheureusement, rien n'a subsisté des œuvres de ces hypothétiques prédécesseurs, et les seuls textes plus anciens en télougou sont des privilèges royaux et des décrets, bien que les parlers Andhra soient antérieurs à l'Ère commune.

## Portée politique de son œuvre
Poulakesi II (609–642) de la dynastie des Tchaloukia, monarque de Vatapi (l’actuelle Badami dans la province de Karnataka) avait conquis la province de Vengi puis nommé son frère Koubja Vishnouvardhana vice-roi de la région. En 634, Vishnouvardhana proclama son indépendance et créa la dynastie des Tchaloukya Orientaux, qui régna sur l'Andhra Pradesh pendant cinq siècles. Radjaradja Narendra, de cette dynastie des Tchaloukya Orientaux, accède au trône en 1022. À l'époque (en fait depuis le VIIIe siècle), deux œuvres en langue kannada : la Vikramarjuna Vijaya et la Gadayudda assuraient la transmission de l'épopée sanskrite du Mahabharata au Karnataka ; mais les Purana n'étaient pas encore traduits en télougou : ils se transmettaient oralement, grâce aux récitants brahmanes se produisant dans les temples et à la cour.
La dynastie des Tchaloukya Orientaux favorisait le Jaïnisme et le shivaïsme (shivaïsme héroïque). Rajaraja Narendra était lui-même shivaïte : il respectait les brahmanes et leurs croyances, et favorisait le sanskrit. Le succès des moines jaïns et bouddhistes lui démontra que le meilleur moyen de favoriser la diffusion de la nouvelle religion était de faire traduire les purana en télougou car c'est ainsi qu'un millénaire auparavant, le bouddhisme et le Jaïnisme avaient gagné d'autres régions de l'Asie. Aussi Rajaraja Narendra demanda-t-il à son conseiller, le poète Nannaya Bhattaraka, de traduire le Mahabharata en télougou pour le faire connaître à ses sujets.
Nannaya Bhattaraka releva le défi. Il se fit un lexique des mots télougou en usage à l'époque, qu'il enrichit de vocabulaire sanskrit, et emprunta certaines caractéristiques de la littérature kannada, déjà abondante. Sur cette base il élabora une grammaire, une métrique et un style littéraire originaux. Nannaya traduisit 142 vers des chapitres Aadi, Sabha et Aranya du Mahabharata, mais en s'éloignant parfois du texte original. La langue emprunte de nombreux tours stylistiques au sanskrit. Il faudra attendre plus de trois siècles pour que deux autres traducteurs parachèvent cette traduction : Thikkana et Errana.
Nannaya serait mort alors qu'il traduisait le troisième chant (aranya parvam) du Mahabharata : depuis, cet épisode de l'épopée est de mauvais augure pour les télougous : Tikkanna (1205–1288), le continuateur de Nannaya, ne reprit lui-même la traduction qu'à partir du chant 4, et c'est Yerrapragada (première moitié du XIVe siècle) qui achèvera la traduction de la seconde moitié du troisième chant. Ces auteurs inaugurent un mouvement intense de traductions depuis le sanskrit, langue dont l'impact sur le télougou marque une nouvelle étape de la littérature de l'Andhra Pradesh.